# 旗顶山炮台
旗顶山炮台，位于山东省威海市环翠区刘公岛，为全国重点文物保护单位“刘公岛甲午战争纪念地”之一。现隶属中国甲午战争博物馆。

## 简介
旗顶山炮台位于海拔153.5米的刘公岛最高峰旗顶山上，1890年建成，是北洋海军炮台中海拔最高的一座。该炮台居高临下，设有4门24厘米口径平射炮，火力除覆盖刘公岛周边海面，还可支援岛上其他炮台，并与威海湾南北两岸炮台配合封锁南北海口。
1988年旗顶山炮台作为“刘公岛甲午战争纪念地”之一被公布为全国重点文物保护单位。